# Programă
Provenit din limba latină, unde avea sensul de cursă sau alergare, termenul curriculum desemnează conținutul activităților instructiv-educative, dar în strânsă interdependență cu obiectivele operaționale, activitățile de învățare, metodele didactice, mijloacele de învățământ, formele de realizare a activităților, etc. În sens restrâns, termenul de curriculum se asociază cu însuși conținutul învățământului, iar în sens larg acesta se referă la întregul program al acțiunilor educative, cu toate componentele și interacțiunile dintre ele.
Aria semantică a conceptului este extinsă de Franklin Bobbit, profesor universitar specializat în teoria curriculumului, la „întreaga experiență de învățare a copilului, dobândită atât în școală, în contextele formale, cât și în afara școlii, prin activitățile de tip nonformal sau extrașcolar, planificate și aplicate în școală.”
John Dewey, psiholog și pedagog american, sugerează includerea în sfera conceptului de curriculum a „demersului didactic de administrare a informației, alături de informația însăși, în vederea formării de cunoștințe, capacități și sisteme de raportare la realitățile externe și interne ale copilului”.
Ideea de focalizare a programei pe elev, o întâlnim și în lucrarea profesorului universitar în științele pedagogiei, Louis D'Hainaut, Programe de învățământ și educația permanentă unde acesta afirmă următoarele:
„Punctul focal al curriculumului trebuie să fie elevul și nu materia. De aceea, când se vorbește de conținuturile curriculumului trebuie să înțelegem că nu este vorba de enunțări de materii de învățat ci de scopuri exprimate în termeni de competențe, moduri de a acționa sau de a ști în general ale elevului.”

## Principiile structurii programei bazate pe competențe
Curriculumul modernizat, centrat pe competențe, se întemeiază pe șase principii: principiul abordării modulare a disciplinei, principiul centrării activității/demersului didactic pe elev, principiul perspectivei integrării profesionale, principiul funcționalității sociale a procesului didactic, principiul lateralizării echilibrate a informației și principiul corelației interdisciplinare. Conform acestor principii, conținuturile învățării sunt structurate într-o viziune modulară, pentru a dezvolta competențele de investigație a unui anumit domeniu, profesorul având libertatea de a alege ordinea abordării temelor și forma de organizare a activității de învățare adecvate condițiilor. Se adoptă un demers de învățare activă, prin propunerea unor activități individuale sau în grup, iar aceste activități educaționale să conțină situații problemă a căror rezolvare să contribuie la ghidarea elevilor spre alegerea unei cariere. Demersul didactic trebuie să aibă un caracter interdisciplinar, în acest fel realizându-se motivarea elevilor și condiționarea caracterului sistemic al învățării.
Prin prisma curriculumului centrat pe competențe, metodele didactice abordate de profesori trebuie să fie distribuite într-un continuum metodologic, pornind de la metodele active (prelegerea, cursul magistral, seminarul, etc.), continuând cu metode precum problematizarea, dezbaterea, experimentul și alte metode cu un grad ridicat de interactivitate cu întreaga clasă în intervalele dintre activ și interactiv și terminând cu metodele interactive (brainstorming-ul sau metoda asaltului de idei, dezbaterea organizată după procedeul Phillips 66, metoda acvariului sau fishbowl, metoda mozaicului, etc.). Prin fiecare din aceste metode se încearcă stimularea creativității, a spontaneității, combinarea soluțiilor parțiale pentru rezolvarea problemei puse în discuție. Avantajele utilizării acestor metode se referă la educarea spiritului critic, dezvoltarea puterii de discernământ, cultivarea obiectivității și o mai bună cunoaștere de sine. Dezavantajele sunt reprezentate prin faptul că ritmul asimilării învățării este mult mai redus, dar se compensează cu obținerea unor performanțe superioare față de alte metode de lucru, de modul cum se afirmă personalitatea participanților, de subiectivitatea părerilor, tendința unor participanți de a-și impune propria părere.
Învățământul tradițional, centrat pe cadrul didactic și pe materia de învățat, pornește de la ipoteza că nevoile și interesele sunt aceleași pentru toți elevii, drept urmare sunt selectate cunoștințele considerate importante sau esențiale. Cadrul didactic expune materialul nou, apelează la exemple alese de el, iar exercițiile aplicate îl ajută pe acesta să verifice dacă s-a înțeles ceea ce a predat. Elevii sunt puși să lucreze mai mult sau mai puțin independent, trebuie să memoreze metode de rezolvări, algoritmi, etc., iar în cadrul evaluărilor sub formă de interogări orale sau scrise elevii fac apel la redare, la recunoașteri, reproduceri și la aplicații stereotipe.
Învățământul modern este centrat pe cel care învață, la baza educației fiind fixate finalitățile pedagogice exprimate în termeni de competențe și cerințele societății exprimate în termen de conținuturi validate social. O caracteristică importantă a curriculumului este deschiderea sa spre educația permanentă, fapt care implică în structura sa toate conținuturile și formele generale ale educației sau instruirii pe parcursul vieții și în fiecare moment al acesteia. Din perspectiva curriculumului cunoștințele sunt importante, dar mai important este efortul propriu al elevului de a înțelege, de a aplica, de a-și construi treptat formarea.
Dacă în învățământul tradițional selecția conținuturilor se face pormind de la premisa că toți elevii sunt identici și au aceleași nevoi și interese, în învățământul modern selecția conținuturilor este realizată în funcție de posibilitățile, interesele și nevoile celui care învață. Rolul cadrului didactic în contextul actual, este acela de a informa elevii și de a le facilita accesul la informații, de a diagnostica dificultățile elevului, de a-l orienta fără a-l contrazice și de lucra individual sau cu grupuri mici de elevi.
Un avantaj al curriculumului centrat pe competențe este acela că elevii progresează in ritm propriu, fiind încurajată învățarea independentă. Dacă în cadul învățământului tradițional elevul era preponderent pasiv, în cazul învățământului modern acesta este activ, participă la formarea cerințelor, respectarea și aplicarea lor. Relația cu cadrul didactic este democratică, elevului i se oferă un maximum de ocazii pentru a-și construi cunoașterea, atât în instituția școlară cât și în afara ei. Se stimulează, în limita condițiilor concrete, participarea celui care învață la stabilirea obiectivelor, selecția conținuturilor, a modalităților de evaluare, elevii – parteneri activi în procesul de negociere, simțindu-se astfel responsabili și motivați.
Evaluarea a căpătat o nouă formă, examinările tradiționale sunt mai puțin folosite, accentul fiind pus pe evaluarea formativă, cu ajutorul proceselor de evaluare criterială. Obiectivul evaluării nu îl constituie reproducerea celor învățate, ci înțelegerea conținuturilor prezentate, accentul fiind pus pe procesele mentale ale celui care învață în defavoarea produselor învățării. Se stimulează autoreflecția, autoevaluarea, autoreglarea comportamentului de învățare.
O calitate a învățământului modern este acea că elevii progresează în ritmul propriu. Utilizarea timpului este flexibilă și se încurajează învățarea independentă. Elevului i se oferă un maximum de ocazii pentru a-și construi cunoașterea, atât în instituția școlară cât și în afara acesteia. Din punctul de vedere al învățământului modern, centrat pe cel care învață, orice experiență nouă de învățare este corelată cu precedentele, iar învățarea dobândită de la persoanele din afara instituției de învățământ este la fel de valoroasă precum cea de la cadrul didactic. 
Modernizarea curriculumului urmărește valorificarea particularităților individuale ale elevilor și formarea unor personalități active, capabile să se integreze într-o societate ce se află în continuă schimbare. Școala trebuie să îl învețe pe copil nu ce trebuie să facă, dar cum trebuie să facă ceva.